# Park Patriot (przystanek kolejowy)
Park Patriot (ros. Парк Патриот) – przystanek kolejowy w miejscowości Kubinka, w rejonie odincowskim, w obwodzie moskiewskim, w Rosji. Przystanek krańcowy linii z Kubinki I. Położony jest na terenie Parku Patriot.
Przystanek powstał wraz z linią z 2015. Nie jest użytkowany w ruchu codziennym. Składy pasażerskie dojeżdżają do niego tylko podczas dużych imprez organizowanych w Parku Patriot.